# Cantonul Bayeux
Cantonul Bayeux este un canton din arondismentul Bayeux, departamentul Calvados, regiunea Basse-Normandie, Franța.

## Comune
| Comune                   | Populație (1999) | Cod poștal | Cod INSEE |
| ------------------------ | ---------------- | ---------- | --------- |
| Agy                      | ...              | 14400      | 14003     |
| Arganchy                 | ...              | 14400      | 14019     |
| Barbeville               | ...              | 14400      | 14040     |
| Bayeux                   | ...              | 14400      | 14047     |
| Cottun                   | ...              | 14400      | 14184     |
| Cussy                    | ...              | 14400      | 14214     |
| Guéron                   | ...              | 14400      | 14322     |
| Monceaux-en-Bessin       | ...              | 14400      | 14436     |
| Nonant                   | ...              | 14400      | 14465     |
| Ranchy                   | ...              | 14400      | 14529     |
| Saint-Loup-Hors          | ...              | 14400      | 14609     |
| Saint-Martin-des-Entrées | ...              | 14400      | 14630     |
| Saint-Vigor-le-Grand     | ...              | 14400      | 14663     |
| Subles                   | ...              | 14400      | 14679     |
| Sully                    | ...              | 14400      | 14680     |
| Vaucelles                | ...              | 14400      | 14728     |